# Акинчицы
Акинчицы, также Окинчицы (бел. Акiнчыцы) — бывшая деревня в Столбцовском районе Минской области Белоруссии, ныне микрорайон города Столбцы.
Известны как место рождения классика белорусской литературы Якуба Коласа.

## История
Застенок Акинчицы получил своё название от фамилии шляхтича Акинчица, которому был передан в дар от князя Радзивилла. Вблизи застенка проходила дорога, называвшаяся Екатерининский тракт. С 1 апреля 1881 по 1 апреля 1883 года здесь служил у князя Радзивилла и проживал вместе с семьёй лесник-коморник Михаил Мицкевич, 22 октября (3 ноября) в семье родился сын Константин, будущий поэт Якуб Колас.
В 1977 году решением Минского Облисполкома деревня включена в состав города Столбцы. В 1990-е годы в связи с катастрофой на Чернобыльской АЭС 1986 года вблизи бывшей деревни развернулось активное жилищное строительство для жителей отселённых деревень из Наровлянского района. Вновь построенные дома были снабжены центральным водоснабжением и канализацией, через какое-то время они были газифицированы, в микрорайоне заасфальтировали улицы, 8 ноября 1999 года открыли детский сад-начальную школу.
Градообразующее предприятие микрорайона — деревообрабатывающий цех Столбцовского опытного лесхоза (ПМУ «Окинчицы»). На 2006 год население Акинчиц составляло около 150 человек.

## Достопримечательности
30 октября 1982 года к столетию со дня рождения Якуба Коласа на месте дома, где родился поэт (сам дом до наших дней не сохранился), была открыта мемориальная усадьба, представляющая собой реконструированные по воспоминаниям местных жителей и родственников поэта дом, где жила его семья, а также амбар, колодец и погреб вблизи него. В связи с тем, что Мицкевичи прожили здесь недолго, предметов быта, используемых непосредственно ими, практически не сохранилось. Основная часть экспозиции представлена различными предметами крестьянского быта конца XIX века, похожими на те, которыми пользовались Мицкевичи (в том числе старинная мебель, корзины, горшки и столовые предметы, прялка, а также колыбель, символизирующая рождение здесь поэта). В настоящее время усадьба «Акинчицы» является филиалом «Государственного литературно-мемориального музея Якуба Коласа».